# Witkinstormvogel
De witkinstormvogel (Procellaria aequinoctialis) is een vogel uit de familie van de stormvogels en pijlstormvogels (Procellariidae). De wetenschappelijke naam van de soort werd in 1758 gepubliceerd door Carl Linnaeus.
Het is een zeevogel van het zuidelijk halfrond.

## Veldkenmerken
Het verenkleed is donkerbruin, met wit rond het gezicht en de kin. De snavel is bleek. De lichaamslengte bedraagt 51 tot 58 cm, de spanwijdte 134 tot 147 cm en het gewicht 1,28-1,39 kg. Ze zijn groter dan pijlstormvogels. Hun manier van vliegen is duidelijk herkenbaar aan de trage vleugelslagen en lange zweefvluchten, hoog boven de golven.

## Leefwijze
Hun voedsel bestaat uit weekdieren, vis en schaaldieren, maar ook visafval en voedselresten, dat van schepen overboord wordt gegooid, staan op het menu.

## Voortplanting
De witkinstormvogel begint in november of december te broeden in zelf uitgegraven legers op begroeide hellingen of op vlak terrein. Het vrouwtje legt één ei dat gedurende 57 tot 62 dagen bebroed wordt. Na 87 tot 106 dagen is de jonge vogel zelfstandig.

## Verspreiding en leefgebied
De soort komt voor over de ganse Zuidelijke Oceaan. Ze komen ook voor in het zuiden van Australië, Peru en Namibië. Broeden doet hij op eilanden als Zuid-Georgia en de Zuidelijke Sandwicheilanden, de Prins Edwardeilanden, de Crozeteilanden, de Kerguelen, Aucklandeilanden, Campbelleiland en de Antipodeneilanden.

## Status
De witkinstormvogel heeft een groot verspreidingsgebied desondanks is de kans op uitsterven aanwezig. De grootte van de populatie werd in de jaren 1980 nog geschat op 1,43 miljoen broedparen. Sindsdien dalen de populatieaantallen van de broedparen. Per regio zijn er grote verschillen in de geconstateerde achteruitgang. Op sommige eilanden is dit 1,4% per jaar (op Zuid-Georgia) tot soms 14,5% per jaar (Marioneiland). Maar mogelijk zijn de aantallen in de regio's onder Nieuw-Zeeland stabiel.
De langelijnvisserij vormt de grootste bedreiging voor deze stormvogels. Daarnaast wordt het leefgebied op sommige broedeilanden bedreigd door onder meer zich uitbreidende kolonies kerguelenzeebeer (Arctocephalus gazella) en uitgezette rendieren. Kuikens en eieren van broedvogels worden op sommige eilanden belaagd door verwilderde katten, ratten en weka 's. Volgens BirdLife International rechtvaardigt het totale beeld van de achteruitgang in 2017 plaatsing als kwetsbaar op de Rode Lijst van de IUCN.

## Afbeeldingen

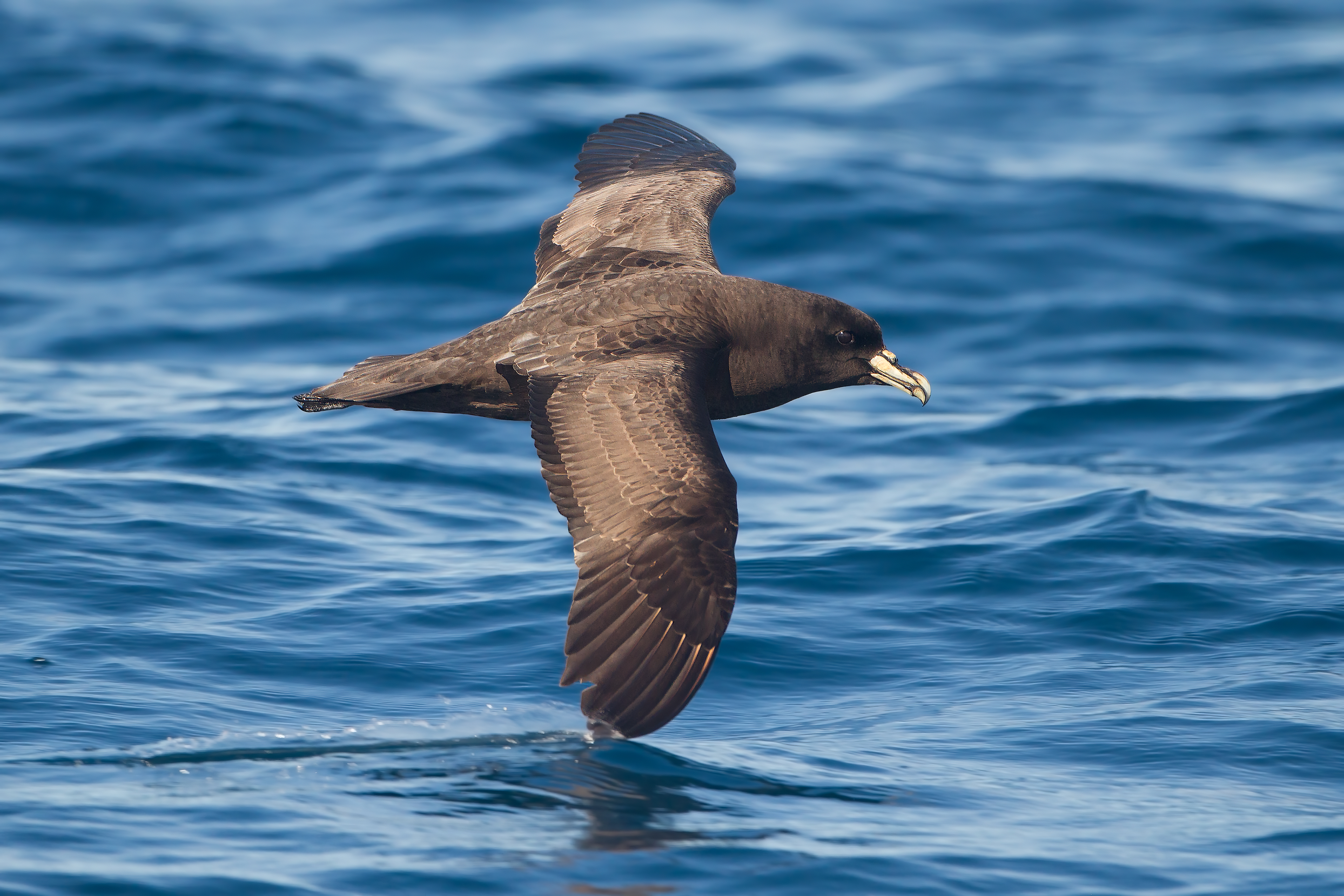
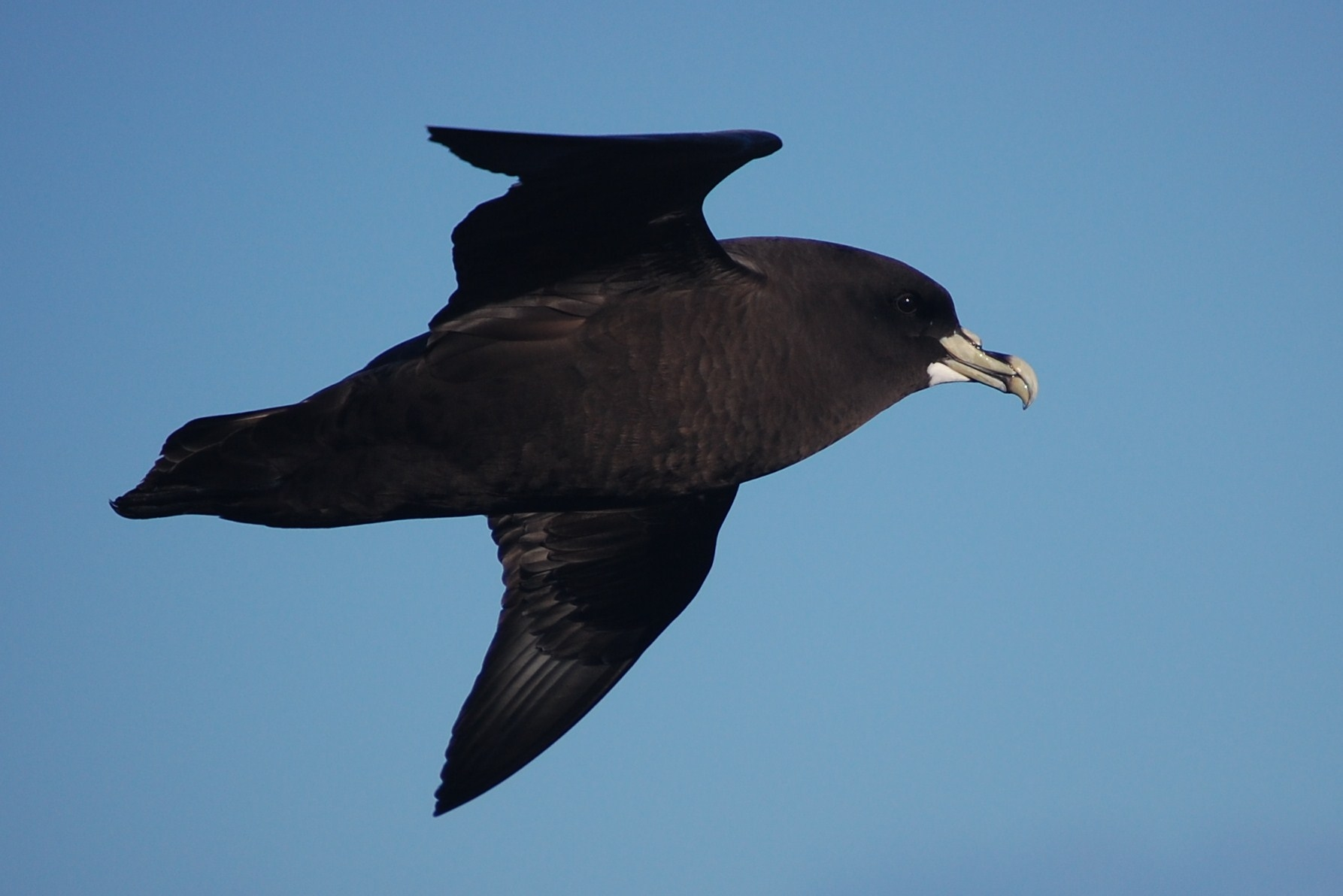
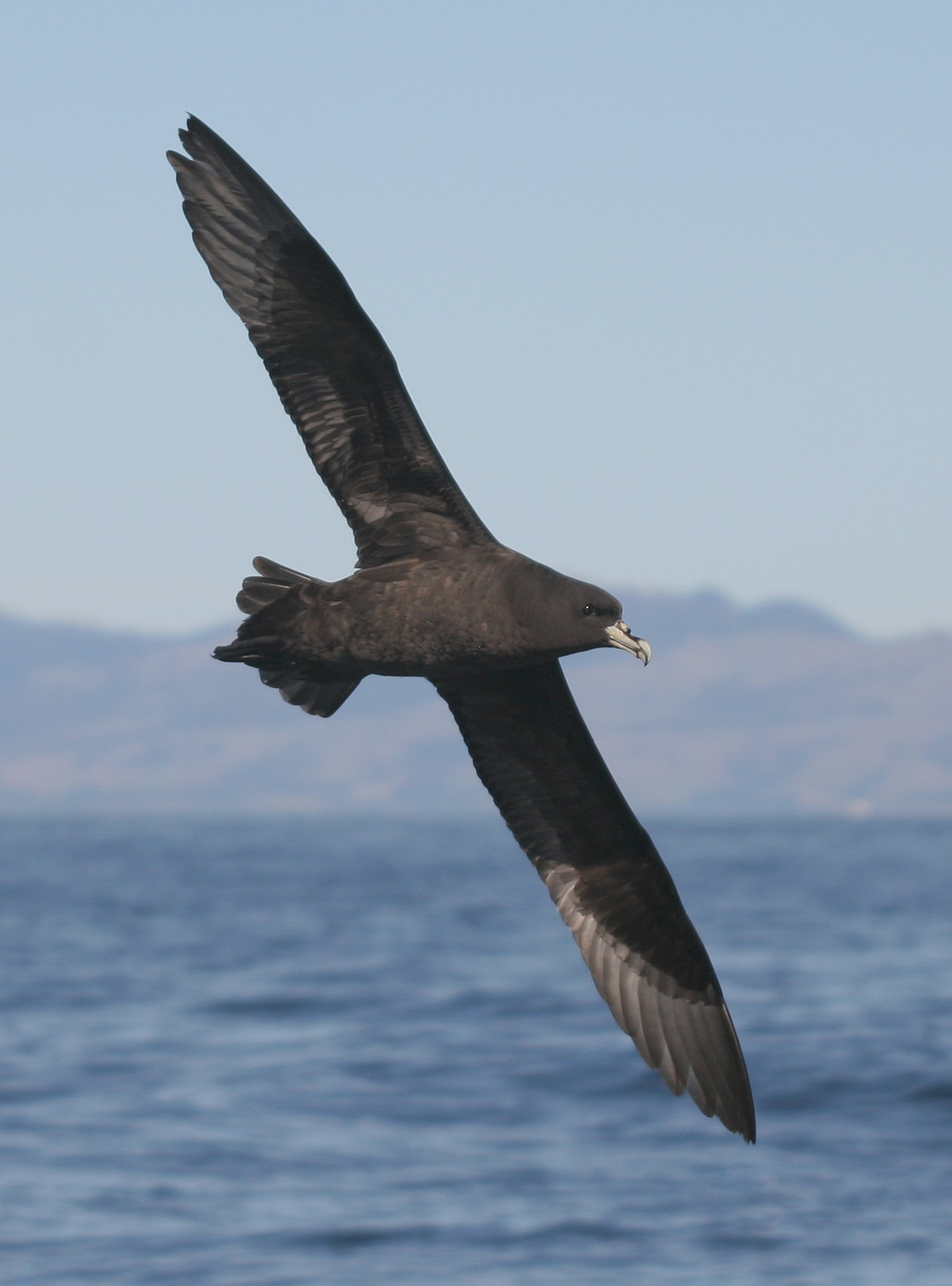
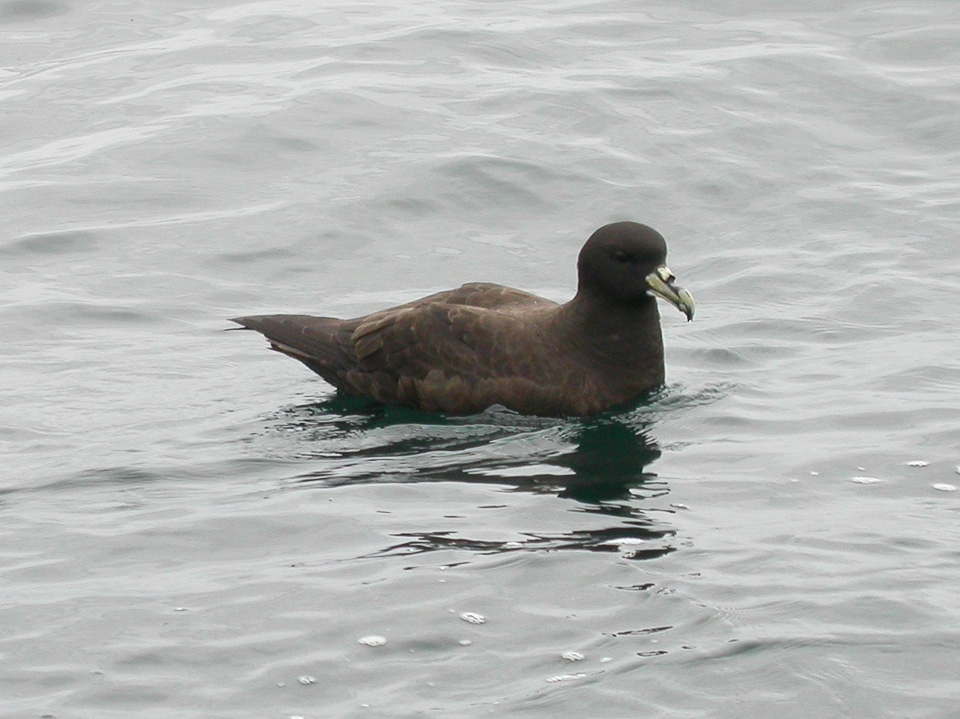
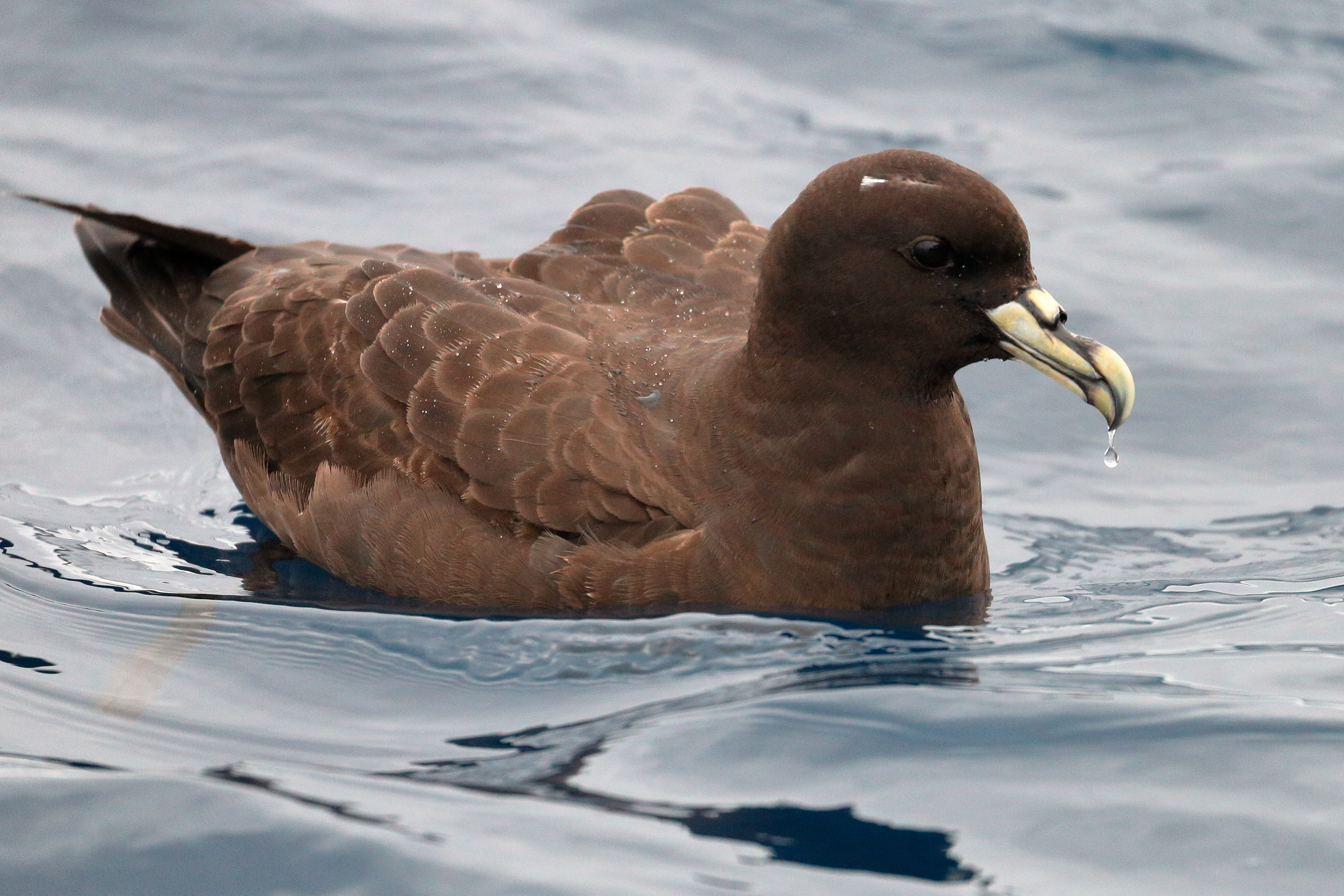
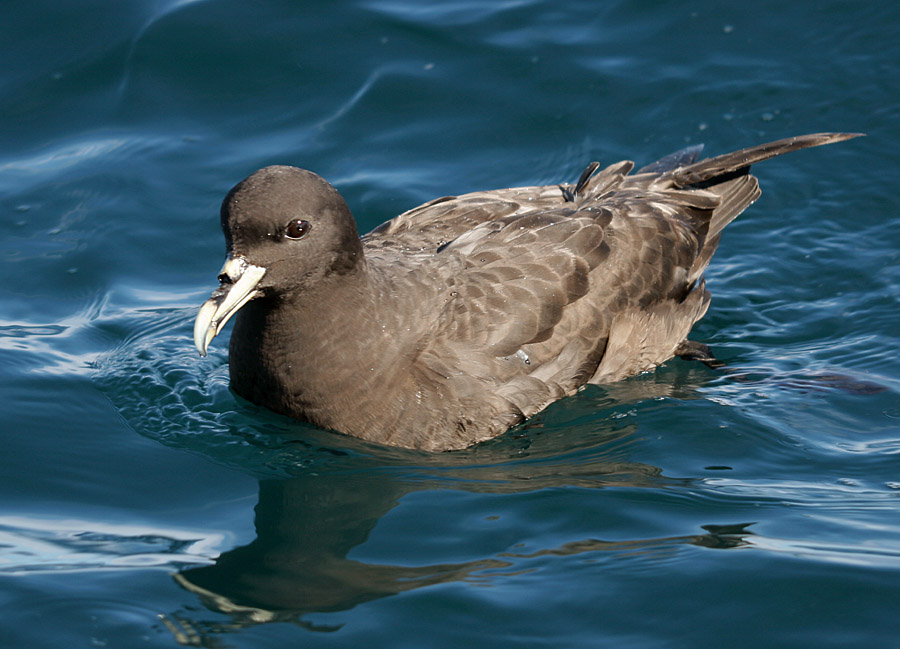